# Coronel Bolognesi Fútbol Club
El Coronel Bolognesi és un club peruà de futbol de la ciutat de Tacna. Va ser fundat el 18 d'octubre de 1929 i duu aquest nom en honor del Coronel Francisco Bolognesi, defensor d'Arica durant la Guerra del Pacífic.

## Jugadors destacats
- Federico Martorell
- José André Bilibio
- Germán Carty
- Juan Cominges
- Johan Fano
- Miguel Mostto
- David Soria Yoshinari

## Palmarès

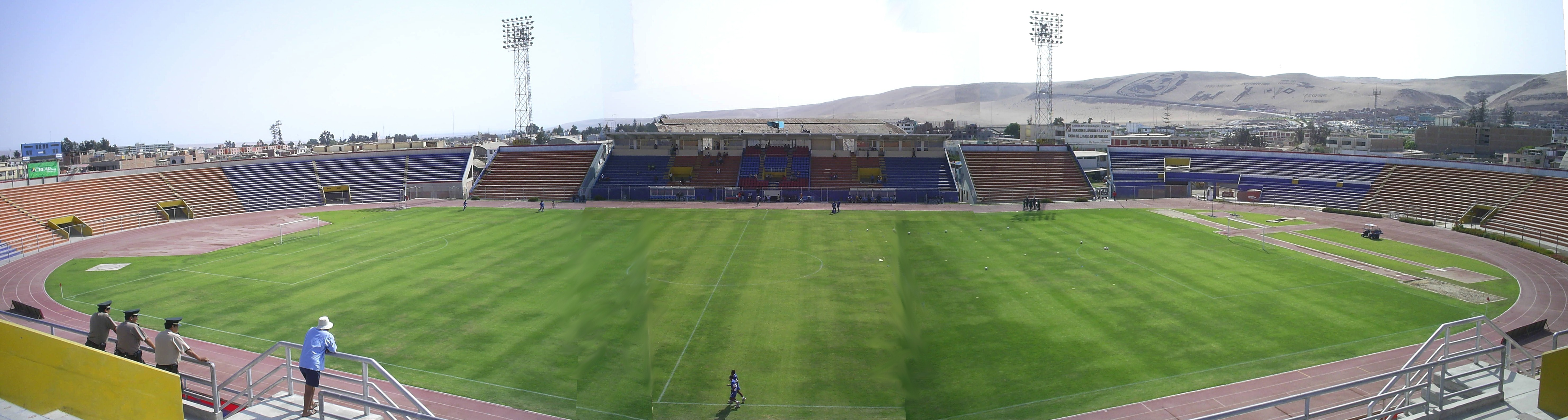
Estadi Jorge Basadre de Tacna

- Torneo Clausura:
  - 2007
- Copa Perú:[4]
  - 1976, 2001